# 大石尚子
大石 尚子（おおいし ひさこ、1936年8月26日 - 2012年1月4日）とは、日本の政治家である。参議院議員（1期）、衆議院議員（2期）、神奈川県議会議員（5期）を務めた。民主党所属。母方祖父は日露戦争で連合艦隊作戦参謀を務めた秋山真之海軍中将。

## 概要
- 父・大石宗次（海兵54期）、母・宜子（海兵17期秋山真之の次女）の長女として、広島県江田島の官舎に生まれる。
- 神奈川県鎌倉市在住。
- 横浜国立大学附属小学校、横浜国立大学附属中学校、神奈川県立鎌倉高等学校、横浜国立大学学芸学部心理学科卒業。
- 神奈川県立教育センター調査部研究部研究科主事、神奈川県立外語短期大学講師
- 1971年4月、民社党衆議院議員曽祢益の薦めにより、神奈川県議会議員選挙に立候補して当選し、以後、連続5期18年務める。民社党で中央執行委員と女性局長を歴任する。
- 1989年7月、第15回参議院議員通常選挙に民社党公認で神奈川県選挙区より立候補するも、落選。
- 1990年2月、第39回衆議院議員総選挙に民社党公認で旧神奈川5区より立候補するも、落選。
- 1992年7月、第16回参議院議員通常選挙に民社党公認で神奈川県選挙区より立候補するも、落選。
- 1996年10月、第41回衆議院議員総選挙に新進党公認で比例南関東ブロックより立候補するも、落選。
- 2000年6月、第42回衆議院議員総選挙に民主党公認で神奈川4区より立候補し、初当選。連続2期当選。
- 在職中は、安全保障委員会筆頭理事、文部科学委員会理事、民主党国会対策副委員長、政策調査会副会長、「次の内閣」防衛庁副長官を歴任した。
- 2002年1月、現職国会議員としては初めて、テロ対策特別措置法に基づきインド洋へ派遣されていた海上自衛隊艦船を単身訪問した。
- 静岡空港建設反対の国会議員署名活動で署名者に加わっている[1]。
- 2007年7月、第21回参議院議員通常選挙に比例区から出馬し、落選（次点）した。同年12月、山本孝史の逝去に伴い、繰り上げ当選。
- 2010年、参議院の懲罰委員長に就任。
- 2012年1月4日、呼吸不全のため東京都内の病院で死去。75歳没[2]
没日付で従四位に叙されて旭日中綬章が追贈された[3]。1月9日に神奈川県鎌倉市の斎場で告別式が営まれた。大石の死去により玉置一弥が繰り上げ当選となった。

## 政策
- 選択的夫婦別姓制度導入を推進していた。2000年には、大石ら超党派女性国会議員50名が、夫婦別姓選択制を求めて首相（当時）の森喜朗に申し入れを行った。申し入れでは、「とくに若い世代では、夫婦別姓選択制を望む声が高まっています。政府には、世論を喚起するなど、夫婦別姓選択制を導入するための努力を望む」としている[4]。